# دی‌بنز (ای، جی)آنتراسن
دی بنز(a،j)آنتراسن  (به انگلیسی: Dibenz(a,j)anthracene) با فرمول شیمیایی C22H14 یک ترکیب شیمیایی است. که جرم مولی آن ۲۷۸٫۳۴۶۶ گرم بر مول می‌باشد. شکل ظاهری این ترکیب، بلورهای بی‌رنگ است.